# Władysławowo (powiat nowotomyski)
Władysławowo – wieś w Polsce położona w województwie wielkopolskim, w powiecie nowotomyskim, w gminie Lwówek.

## Historia
W okresie Wielkiego Księstwa Poznańskiego (1815–1848) miejscowość wzmiankowana jako Władysławowo należała do ówczesnego powiatu bukowskiego, który dzielił się na cztery okręgi (bukowski, grodziski, lutomyślski oraz lwowkowski). Władysławowo należało do okręgu lwowkowskiego i stanowiło część majątku Lwówek Zamek (niem. Neustadt), którego właścicielem był wówczas (1837) Antoni Łącki. W skład rozległego majątku Lwówek Zamek wchodziło łącznie 36 wsi. Według spisu urzędowego z 1837 roku Władysławowo było niezamieszkane (brak wzmianki o mieszkańcach).
W latach 1975–1998 miejscowość należała administracyjnie do województwa poznańskiego.
Siedziba pierwszego domu pomocy Fundacji Barka. Powstał w r. 1989 w opuszczonym budynku szkoły podstawowej.